# Casatico (Marcaria)
Casatico è una località della Lombardia, frazione del comune di Marcaria, in provincia di Mantova.

## Storia
Già nell'XI secolo Casatico faceva parte dei domini della casa degli Obertenghi. Il marchese Adalberto Obertengo e la moglie Adelaide nel 1033 la donarono insieme all'intera corte di Marcaria di cui era parte integrante al neo eretto monastero benedettino di Castiglione di Parma, odierna Castione Marchesi. Gli ordini monastici, benedettini prima, olivetani poi, ne detennero la proprietà fino alla soppressione del cenobio avvenuta nella seconda metà del Settecento, investendone precedentemente i dominanti di Mantova (Bonacolsi e Gonzaga), e ad iniziare dal 1445 la famiglia Castiglioni nella persona del conte Baldassare Castiglioni, amico del marchese di Mantova Ludovico III Gonzaga e nonno del suo più famoso omonimo nipote autore de Il Cortegiano.

## Monumenti e luoghi d'interesse

### Architetture religiose
- Chiesa parrocchiale: dedicata all'Annunciazione della Beata Vergine Maria, è stata voluta dai Castiglioni in sostituzione di quella preesistente. Risale al 1730 e fu progettata dall'architetto Soratini[2] di Lonato. Negli anni '30 del '900 fu interamente decorata dai fratelli Margoni di Asola, i quali dipinsero sulla facciata un affresco rappresentante l'Annunciazione, ora scomparso.
- Oratorio della Madonna del Pilar: situato a 3 km. da Casatico fu costruito dai Castiglioni, con un singolare campanile a base triangolare.

### Architetture civili

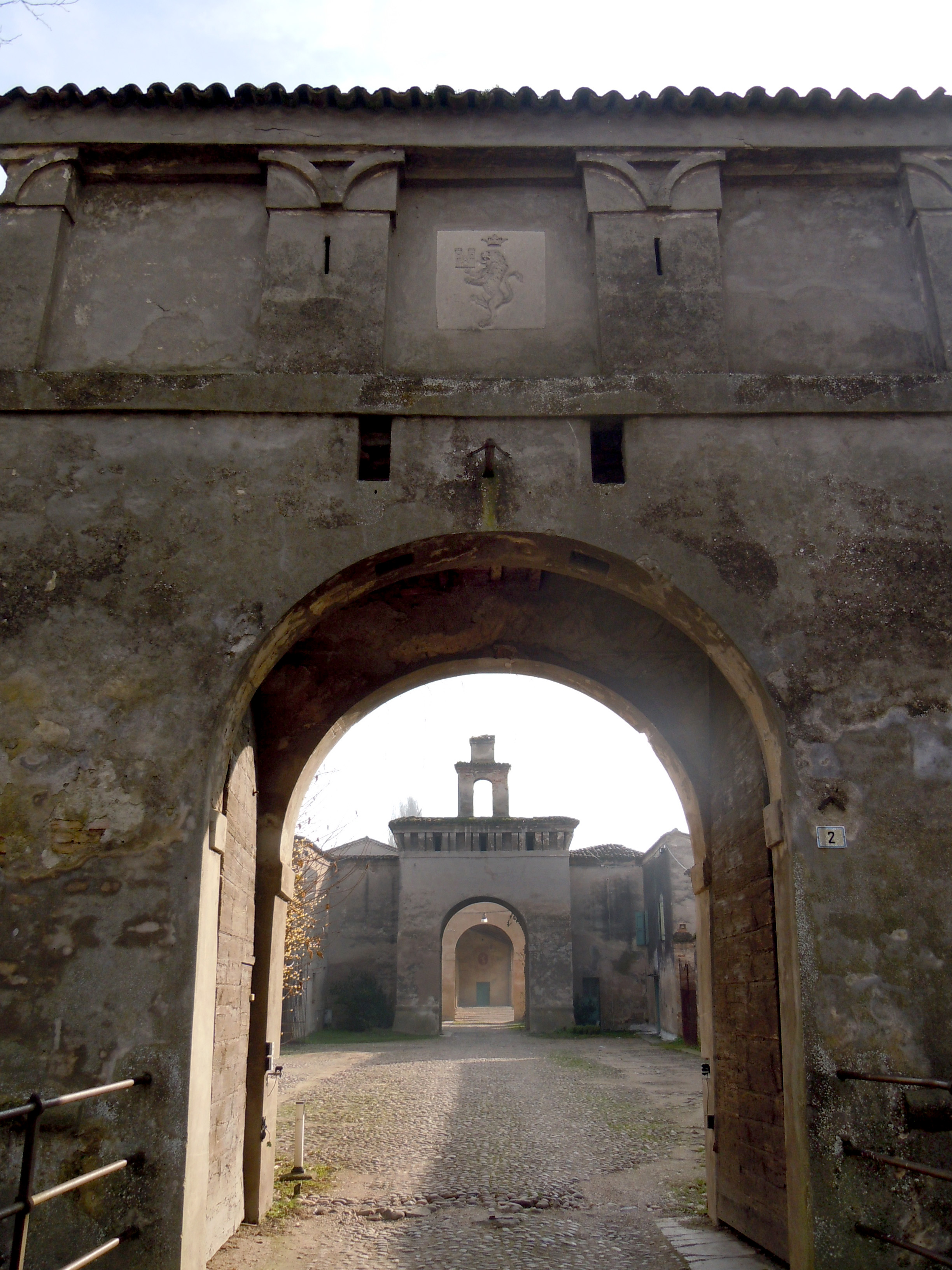
Ingresso di Corte Castiglioni con stemma della famiglia

- Corte Castiglioni: costruita nel XV e rimaneggiata nel XVI e XVIII secolo, è composta da una serie di cortili che portano al palazzo signorile, affiancato da una torre a stella alla quale pare abbia messo mano Giulio Romano.